# شانه‌موش تالاس
شانه‌موش تالاس (نام علمی: Ctenomys talarum) نام یک گونه از سرده شانه‌موش است.